# Jasper Johns
Jasper Johns (Augusta, 15 maggio 1930) è un pittore e scultore statunitense, considerato uno dei maggiori esponenti del New Dada insieme all'artista Robert Rauschenberg.

## Biografia

### Primi anni
Johns nasce nel 1930 ad Augusta, ma cresce ad Allendale, seguito da nonni e zii in seguito al divorzio dei suoi genitori. Relativamente a questo periodo della sua vita, in seguito dirà: "nel luogo dove sono cresciuto non c'erano artisti e non c'era arte, quindi non sapevo veramente cosa significasse. Pensavo che significasse che sarei stato in una situazione differente rispetto a quella in cui stavo". In un’intervista rilasciata nei primi anni Sessanta racconta che già all’età di tre anni egli inizia a disegnare senza più smettere, e che a cinque anni decide di diventare un artista. Studia a Columbia (Carolina del Sud) fino al quarto anno di scuola elementare, poi si sposta tra vari Stati assieme alla madre, il patrigno e i suoi fratellastri, terminando la formazione superiore a Sumter (Carolina del Sud). Tra il 1947 e il 1948 frequenta la University of South Carolina per un totale di tre semestri, poi su invito dei suoi stessi insegnanti d'arte si trasferisce a New York dove nel 1949 studia alla Parsons School of Design per un semestre. Successivamente lavora come corriere e come commesso.

### Anni Cinquanta
All'inizio degli anni Cinquanta Johns presta servizio nell'esercito e viene anche inviato sul campo a Sendai (Giappone) nel contesto della guerra di Corea, facendo ritorno a New York nel 1953. Grazie ad una borsa di studio per veterani si iscrive all'Hunter College, ma, a seguito di un incidente capitatogli il primo giorno, lascia gli studi. Tra 1953 e 1954 lavora presso la libreria Marboro Books. Grazie alla scrittrice Suzi Gablick ha modo di conoscere l'artista Robert Rauschenberg, con il quale nasce una lunga storica relazione di amicizia e anche di reciproca influenza artistica. Nel 1954 Johns conosce inoltre i compositori Morton Feldman e John Cage (col quale tra l'altro fa ritorno in Giappone qualche anno più tardi) e il ballerino e coreografo Merce Cunningham. 
Verso la metà del decennio l'artista decide di distruggere tutte le sue precedenti opere (ricomprerebbe persino quelle vendute per poterle eliminare) e solo quattro di esse riescono a salvarsi: tale azione corrisponde all'inizio di un nuovo periodo per l'artista, di un cambiamento radicale e di una rinascita. Concepisce dunque uno stile artistico originale e personale, contrapposto a quello gestuale ed energico del cosiddetto Espressionismo astratto, e che contribuirà alla nascita di movimenti come la Pop art, il Minimalismo e l’Arte concettuale. Realizza quindi il primo Target with Four Faces, la prima serie di Numbers 1,2, 5 e 7, e la prima bandiera White Flag alla quale faranno seguito nel corso degli anni numerose altre versioni scomposte, invertite, moltiplicate o desaturate nelle forme di dipinti, stampe e disegni. Fa ricorso a icone e soggetti chiari ed impersonali per potersi concentrare sulla tecnica di realizzazione e sulla lavorazione manuale dell’opera.
Nel 1955 assieme a Rauschenberg fonda la ditta Matson Jones - Custom Display all'interno della quale i due svolgono l'attività di designer di vetrine di negozi, lavorando ad esempio per Tiffany&Co e per Bonwit Teller l'anno successivo. Nell'ambito di uno di questi allestimenti viene esposta White Flag.
Nel maggio del 1957 Johns partecipa ad una mostra collettiva presso la Leo Castelli Gallery, poi nel 1958 alla stessa galleria espone nuovamente le sue opere nell'ambito di una personale. Alfred Barr, primo direttore del Moma - Museum of Modern Art di New York, resta colpito da Target with Plaster Casts (1955), nonostante esso prima di essere esposto sia stato oggetto di dibattiti e critiche poiché ritenuto troppo provocatorio per poter essere esposto in un museo. Il museo newyorkese acquista quindi ben tre opere dell'artista. Target with Four Faces compare sulla copertina della nota rivista Artnews. Nello stesso 1958 le opere di Johns vengono esposte per la prima volta in Europa in occasione della XXIX Biennale di Venezia. L'artista inizia dunque ad imporsi sulla scena artistica americana ed europea; nel 1959 espone a Parigi e a Milano. Sempre nel 1958 realizza le prime sculture in metallo, ovvero Flashlight I e Lightclub I.
Dopo il successo ottenuto in seguito alla personale da Castelli del 1958, Johns decide di affrontare un nuovo percorso il cui inizio è rappresentato dall’opera False Start (1959) dove l'artista passa dalla tecnica dell'encausto a quella della pittura a olio, a favore di una stesura del colore a più strati, con pennellate più incostanti. Barr resta perplesso di fronte a questa nuova opera in quanto la distribuzione del colore si avvicina molto all’arte dell’Espressionismo astratto, nei confronti della quale Johns era sempre stato ostile.

### Anni Sessanta
All'inizio degli anni Sessanta l'artista inizia a interessarsi al motivo della carta geografica degli Stati Uniti (anch'essa oggetto di varie successive versioni come la bandiera) e al tema delle impronte del corpo umano; inizia inoltre a dedicarsi alla lavorazione del bronzo in scultura. Nel 1961 si reca per la prima volta in Europa in occasione dell'esposizione delle sue opere presso la Galerie Rive Droite di Parigi e in seguito partecipa alla mostra Le Nouveau Réalisme à Paris et à New York che si tiene nella stessa galleria. Diversamente dal periodo precedente, la sua arte diviene tendente all'autobiografismo, più complessa e disorientante. In molti dipinti utilizza ampiamente il colore grigio (anche in omaggio al pittore René Magritte), come ad esempio in Canvas (1956) e Gray Alphabets (1956) nei quali domina un livello espressivo malinconico.
Nelle opere di questo decennio inserisce più spesso righe, scale cromatiche o termometri che rendono l'idea della misurazione, come si può percepire da Periscope (1963). Durante questi anni collabora con lo scrittore e curatore artistico Frank O'Hara col quale organizza una raccolta di immagini e poesie, e inoltre cita una sua poesia nell'opera In Memory of My Feelings - Frank O'Hara (1961). Nel 1963 partecipa alla mostra Pop Art USA presso l'Oakland Art Museum in California e diviene uno dei capi fondatori della Foundation for Contemporany Performance Arts Inc. Nel 1964 crea la sua opera di maggiori dimensioni realizzata fino a questo momento che, secondo Kirk Varnedoe, costituisce un compendio di tutto il suo lavoro d'arte.
Nello stesso anno tiene una retrospettiva con oltre 170 sue opere presso il Jewish Museum di New York, poi ripetuta in Inghilterra e California, e partecipa alla XXXII Biennale di Venezia e al Documenta III di Kassel. Sempre nel 1964 infine, in occasione del Flag Day, il gallerista Leo Castelli decide di regalare al presidente John Kennedy una versione di bronzo di Flag (1960), scelta che Johns trova orribile in quanto la vede come una strumentalizzazione della sua arte. Nel 1969 l'artista pubblica su Art in America il testo Thoughts on Duchamp e in seguito consegue la laurea ad honorem in Lettere Classiche presso la University of South Carolina. Alla fine del decennio lo storico dell'arte Max Kozloff pubblica una monografia su di lui intitolata Jasper Johns.

### Anni Settanta
Tra il 1974 e il 1982 il cosiddetto tratteggio incrociato (o in inglese cross hatchings) diviene lo schema principale delle sue pitture. Esso compare per la prima volta in Untitled (1972) ma è rappresentato al meglio da Scent (1973-1974), dove si manifesta il crescente interesse dell'artista verso le tecniche della grafica, unite in quest'opera ai temi della sessualità e della morte. Gli stessi temi si possono trovare anche nel successivo Between the Clock and the Bed (1981) che si rifà all'omonimo dipinto realizzato da Edvard Munch. Nel 1973 incontra a Parigi il drammaturgo Samuel Beckett per discutere sulla possibile collaborazione per la realizzazione del libro artistico Foirades/Fizzles, pubblicato poi nel 1976.
Nella seconda metà del decennio tiene una grande retrospettiva presso il Whitney Museum di New York poi replicata a Colonia, Parigi, Londra, Tokyo, San Francisco. In seguito, il museo newyorkese acquista Three Flags per un milione di dollari, ovvero la cifra più alta mai pagata fino ad allora per un artista americano ancora vivente, e nel corso degli anni Ottanta le opere di Johns raggiungeranno costantemente prezzi elevatissimi. Nel 1978 viene eletto Accademico d'Onore dell'Accademia delle arti del disegno di Firenze (e successivamente Accademico Emerito nel 1987 e nel 1993). Tra il 1979 e il 1981 torna ad utilizzare all'interno delle sue creazioni oggetti come coltelli, forchette e cucchiai, e si interessa anche a nuove forme di rappresentazione oggettiva come quella dei motivi tantrici.

### Anni Ottanta
A partire dagli anni Ottanta le opere iniziano ad essere caratterizzate da una forte impostazione psicologica e privata, come dimostrano ad esempio In the Studio (1982), Perilous Night (1982) e Racing Thoughts (1983) nelle quali l'artista fa riferimento a un disturbo mentale che in questo periodo lo affligge. Cambia anche lo stile pittorico, con l'introduzione di immagini a doppia lettura, citazioni di altri artisti, effetti trompe l'œil. Tra il 1980 e il 1982 diviene membro dell'Académie Royale des Beaux-Arts di Stoccolma e dell'American Academy of Arts and Sciences di Boston. Tra il 1985 e il 1986 dipinge Four Seasons, tradizionalmente riconosciute come le età della vita, che prima espone nella Galleria di Leo Castelli a West Broadway e in seguito gli garantiscono la vittoria del gran premio della Biennale di Venezia del 1988. Nel 1989 è nominato 38° membro della South Carolina Hall of Fame, riconoscimento riservato ai personaggi più illustri del suo Paese, ed entra a far parte dell'American Academy of Arts and Letters. Gli è inoltre dedicato il documentarioJasper Johns: Ideas in Paint di Rick Tejada-Flores (1989).

### Ultimi anni
Nel corso degli anni Novanta è insignito di vari premi, tra i quali la National Medal of Arts che gli viene consegnata presso la Casa Bianca dal presidente americano George Bush nel 1990. Tiene svariate mostre: una retrospettiva al Moma di New York con successive tappe a Colonia e Tokyo (1996-1997), Jasper Johns: New Paintings and Works on Paper al San Francisco Museum of Modern Art cui fanno seguito le esposizioni alla Yale University Art Gallery ed il Museum of Art di Dallas (1999), una mostra presso il Walker Art Center che prosegue in altri centri degli Stati Uniti, Spagna, Scozia e Irlanda (2003), e infine Jasper Johns: Prints from the Low Road Studio presso la Galleria di Castelli (2004).
Alla fine del secolo si apre una nuova fase della sua pittura tendente allo "svuotamento" della superficie pittorica; ciò si può vedere ad esempio nella serie Catenary (1999), nella quale il titolo catenaria indica la curva creata per effetto della forza di gravità da un filo che viene fissato alle sue estremità, per cui nelle varie opere i fili, veri o dipinti, attraversano la superficie e sono l'unico soggetto all'interno della tela. Negli ultimi anni Johns si è ritirato principalmente a Sharon (Connecticut) e sull'isola di Saint Martin, nelle Indie occidentali francesi, dove è proprietario di uno studio costruito per lui dall'architetto Philip Johnson.

## Stile e tecniche
Ci sono diversi modi per inquadrare l'artista. Per prima cosa, Johns è considerato uno dei principali esponenti del New Dada, corrente artistica americana che si rifà all'arte Dada dell'inizio del secolo, e che come essa inserisce i cosiddetti ready-made duchampiani (ovvero oggetti tratti dalla realtà) all'interno dell'opera d'arte. Questa corrente è inoltre molto vicina al contemporaneo Nouveau Réalisme francese, nel quale vengono utilizzati oggetti desunti dalla quotidianità più banale. L'inserimento del ready-made nell'opera è quindi anche una soluzione al problema della rappresentazione del reale e dell'ordinario. L'artista in persona afferma che nelle sue creazioni si trovano quegli oggetti che si guardano, ma che in realtà non si vedono.
L'uso di oggetti poco manipolati e semplicemente inseriti nell'opera si lega anche al fatto che Johns rifiuta l'arte dell'Espressionismo astratto, e quindi intende ridurre al minimo la componente gestuale del proprio intervento privilegiando gli aspetti formali e costitutivi dell'immagine in sé. Questa posizione ostile si manifesta già nell’opera Target with Plaster Casts dove la presenza di calchi di parti del corpo umano potrebbero alludere alla presunta opposizione tra arte “astratta” e arte “figurativa”. Anche in Painting with Two Balls funge da attacco al mito della pittura americana legata alla generazione di artisti come Jackson Pollock e Willem de Kooning: le due palle dipinte infatti alludono a una descrizione ironica di se stesso, contro la tipica virilità ostentata in modo teatrale dagli altri artisti americani.
Infine, è considerato l'artista che dà inizio alla Pop Art ma senza esserne cosciente.
Un'altra caratteristica della sua arte è quella di tenere aperto il quesito sulla distinzione o nesso tra realtà e rappresentazione, immagine reale e immagine dipinta; molte sue opere infatti, a partire dalle Flags, sono caratterizzate da una presentazione distaccata e tautologica di un oggetto comune i cui confini vanno a coincidere con i limiti della tela. Ciò che importa all'artista è l'intensità con cui ciò che già si conosce dell'oggetto influisce su ciò che vediamo in esso; egli stesso infatti per dipingere una bandiera o un bersaglio non ha bisogno di un modello, dal momento che gli è sufficiente l'idea che ha dell'oggetto nella mente. Soprattutto le opere aventi per soggetto bandiere, lettere o bersagli, quindi, giocano sull’ambivalenza tra l’oggetto in sé e la sua rappresentazione. Molto spesso, riferendosi alle sue Flags, egli pone la domanda retorica: "È una bandiera o un quadro?".

### Encausto
L'encausto è una tecnica a cui l'artista ricorre molto spesso per realizzare le sue opere. Essa risale all’antico Egitto e consiste nel miscelare pigmenti e cera fusa nella cosiddetta encaustizzazione in modo da permettere la loro fusione, alla quale Johns è solito aggiungere poi pezzetti di stoffa o ritagli di giornale. Il risultato finale è al limite del figurativo, tuttavia mantiene visibili le tracce della manipolazione dell'artista, della tessitura delle stoffe o dei testi stampati sulla carta, permettendo all'opera di aprirsi a più piani di lettura tra la presentazione e la rappresentazione di un'immagine. La superficie delle opere risulta seducente ed affascinante, oltre che nuova, originale ed attuale nell'ambito dell'arte statunitense negli anni in cui Johns ne fa uso.
Tradizionalmente, la cosiddetta cera punica utilizzata per l’encausto è ottenuta dall'ebollizione di cera calda in acqua di mare, alla quale si aggiungono poi acqua, calce spenta e colla; il composto disciolto in acqua e ancora caldo viene gettato sul colore e subito miscelato, steso sull’opera, lasciato seccare, e infine nuovamente scaldato per permettere ai pigmenti di riemergere in superficie. Questa tecnica permette di aggiungere qualunque tipo di pigmento e non ha bisogno di tempi di esecuzione molto rapidi; inoltre è molto duratura nel tempo dal momento che la cera non è soggetta a ossidazione.

## Musei e opere

### Musei
- MoMa, Museum of Modern Art (New York)
- Metropolitan Museum of Art
- Whitney Museum of American Art
- Museo Ludwig
- Museum of Modern Art (San Francisco)
- Art Institute of Chicago

### Opere
- Flag (1954-55)
- White Flag (1955)
- Target with plaster casts (1955)
- Target with four faces (1955)
- Green Target (1955)
- Canvas (1956)
- Gray Alphabets (1956)
- Flag on Orange Field (1957)
- White Numbers (1957)
- Book (1957)
- Numbers in Color (1958-59)
- Three Flags (1958)
- Two Flags (1959)
- Painting With Two Balls (1960)
- Painted Bronze (1960)
- Map (1961)
- Target (1961)
- In Memory of My Feelings - Frank O'Hara (1961)
- Device (1961-1962)
- Fool's House (1962)
- Periscope (1963)
- The Critic Sees (1964)
- According to What (1964)
- Harlem Light (1967)
- Memory Piece (Frank O'Hara) (1970)
- Decoy (1971)
- Scent (1973-1974)
- The Dutch Wives (1975)
- Between the Clock and the Bed (1981)
- In the Studio (1982)
- Perilous Night (1982)
- Racing Thoughts (1983)
- Ventriloquist (1983)
- Summer (1985)
- Fall (1986)
- Winter (1986)
- Spring (1987)
- Green Angel (1990)
- Mirror's Edge (1992)
- Catenary (Manet-Degas) (1999)
- Regrets (2013)

## Premi
- Creative Arts Award Citation for Painting 1970
- Skowhegan Medal for Painting 1972
- Skowhegan Medal for Graphics 1977-1978
- Wolf Prize in Arts for Painting 1986
- Leone d'oro alla XLIII Biennale di Venezia 1988
- Edward MacDowell Medal 1988
- National Medal of Arts 1990
- Premio imperiale 1993
- Medaglia Presidenziale della Libertà 2011